# Moulins-sur-Ouanne
Moulins-sur-Ouanne é uma comuna francesa na região administrativa de Borgonha-Franco-Condado, no departamento de Yonne. Estende-se por uma área de 10 km². Em 2010 a comuna tinha 298 habitantes (densidade: 29,8 hab./km²).